# Eguino
Eguino (en euskera y oficialmente Egino) es un concejo del municipio de Aspárrena, en la provincia de Álava.

## Toponimia
En el año 1025 en la Reja de San Millán, consta como Heinhu.Egino ya desde 1092 en un apellido toponímico salido del lugar. Cuatro años más tarde, en 1096, aparece el nombre de Eguinoa en un documento, por el cual, don Guiderez de Eulate y su esposa doña Sancha donaban al monasterio de Iratxe varias tierras que poseían en aquel término.
Otras denominaciones que ha tenido son Eguinoa (1257), Heguinoa (1275), Haginnoa (1456), Eguino (1490), Heginoa (1499), entre otros. En 2001, la Real Academia de la Lengua Vasca-Euskaltzaindia propuso Egino.

## Geografía física
Egino es el pueblo más oriental de la llanada alavesa, cerrada en su extremo este entre las sierras de Altzania al norte y Encía al sur, es el paso hacia la Sakana de Navarra.
|                 |             |               |
| Oeste: Ilárduya |             | Este: Ziordia |
|                 | Sur: Andóin |               |

## Historia
A mediados del siglo XIX, el lugar, ya por entonces parte de Aspárrena, tenía contabilizada una población de 63 habitantes. La localidad aparece descrita en el séptimo volumen del Diccionario geográfico-estadístico-histórico de España y sus posesiones de Ultramar de Pascual Madoz de la siguiente manera:

EGUINO: l. del ayunt. de Asparrena, en la prov. de Alava, part. jud. de Salvatierra (2 leg.), aud. terr. de Burgos, c. g. de las Provincias Vascongadas, (Vitoria 6), y dióc. de Calahorra (13), sit. en el estrecho ó encañada de la Borunda, su clima es bastante cálido por hallarse resguardado el pueblo del viento N., por la peña titulada Olano, y combatido del SO.; tiene 14 casas, una escuela de ambos sexos concurrida por 26 alumnos, dotada con 18 fan. de trigo; igl. parr. (San Esteban) servida por 2 beneficiados del cabildo; una ermita (San Cristobal), y en las inmediaciones, copiosas fuentes de esquisitas aguas. Confina el térm. N. la peña de Olano; E. el r. Arga; S. la Borunda, y O. Ilarduya. El terreno es de mediana calidad, poblado de frondosos árboles y bosques de robles. En él se encuentran varias minas de fierro, plomo, almagre y carbon de piedra: entre este pueblo é Ilarduya hay una peña horadada conocida vulgarmente por la Cueva de los Gentiles en cuya entrada se observan muchos huesos de animales mezclados con otros de personas: á 30 pies de la entrada existe un hermoso aljibe de sólida construccion con un arco de mamposteria: en el pie de la peña se conocen vestigios de murallas y sepulturas de piedra y en lo interior restos humanos, todo lo que da á entender, que en lo antiguo fué habitada esta gruta; atraviesa este térm. el r. Arbara que nace en la peña de este nombre y se pierde al juntarse al Arga. caminos: la calzada que conduce á Pamplona que se halla en buen estado y á 10 minutos de la pobl.; y el que dirige á Ilarduya en mediano uso. El correo se recibe de Salvatierra. prod.: trigo, maiz, avena, habas, yeros, lentejas, guisantes, cebada, patatas y diferentes frutas, como manzanas, peras cerezas y abundantes fresas silvestres; cria de ganado vacuno, caballar, ovejuno y cabrio; caza de perdices, codornices, liebres, palomas, corzos, lobos y jabalies; pesca de truchas, barbos, anguilas y otros peces. ind.: ademas de la agricultura, hay un molino harinero con dos muelas, una alfareria, una ojalateria y una fáb. de cal. comercio: la esportacion de leña y mucho carbon que se conduce á varias ferrerias y pobl. limítrofes. pobl.: 17 vec. 63 hab. contr. con su ayunt. (V.)
(Madoz, 1847, p. 448)

Décadas después, ya en el siglo XX, se describe de la siguiente manera en el tomo de la Geografía general del País Vasco-Navarro dedicado a Álava y escrito por Vicente Vera y López:

Eguino.—Lugar distante de Araya 8,150 metros, con 20 viviendas y 95 habitantes de hecho y derecho. Confina, al N., con los montes de Alzania; al E., con Ciordia; al S., con Andoin, y al O., con Ilárduya. Cruza su término el río Araya y además brota la fuente llamada de Gurumendi; disfruta del aprovechamiento de los montes de Arbara y Caraoide, de 120 hectáreas el primero y 60 el segundo, en los que crecen robles y hayas. Su iglesia parroquial, dedicada á San Esteban, pertenece al arciprestazgo de Salvatierra y es de categoría rural de segunda clase. Tiene una escuela pública incompleta. En su término se han hallado minas de hierro, plomo, almagre y carbón de piedra; pero no se explotan. El vecindario se dedica principalmente á la agricultura y á la ganadería, pues no hay más industria que un molino harinero; produce cereales, legumbres, hortalizas y frutas de varias clases; en sus bosques se crían con abundancia buenas fresas silvestres; cría ganado vacuno, caballar, lanar, cabrío y porcino. Entre este lugar y el de Ilárduya está la peña horadada, conocida con el nombre de «cueva de los Gentiles» [...]. Se cree fuese Eguino la población de Eguinoa citada en un documento del año 1066, por el cual Guiderez de Eulate y su esposa D.ª Sancha donaban al monasterio de Irache varias tierras que poseían en aquel término.
(Vera y López, 1915-1921, pp. 399-400)

## Demografía
| Gráfica de evolución demográfica de Eguino entre 2000 y 2017 |
|                                                              |
| Población de derecho según los censos de población del INE.  |

## Cultura

### Patrimonio material
- Iglesia de San Esteban.[5][6][8]
- Ermita de San Cristóbal. Al norte de Egino se sitúa la ermita que sirve como capilla al cementerio. Está documentada desde el año 1556.[9]
- Fuente-abrevadero-lavadero.[10]
- Casa del Concejo.[11]
- Centro Social. Antigua escuela de construcción racionalista de postguerra.[12]
- Juego de bolos.[13]
- Casa El Palacio.[14]
- Torre de Los Lecea.[15]
- Molino.[16]

### Patrimono inmaterial
- Carnaval rural de ILEGAN: desde el año 2008 la Asociacón ILEGAN Elkartea organiza el Carnaval rural en los concejos de ILarduia, EGino y ANdoin.[17]
- Fiestas patronales en julio, en honor a San Cristóbal.[18]